# Ablación del endometrio
La ablación del endometrio es una cirugía o un procedimiento que se realiza para extraer de manera permanente una delgada capa de tejido del revestimiento del útero. Este procedimiento se realiza con el fin de detener o reducir un sangrado excesivo o anormal en mujeres cuya edad fértil ha terminado. El revestimiento del útero se llama endometrio. En algunos casos, la ablación endometrial puede ser una alternativa a la histerectomía.

## Indicaciones
- Ablación constituye un tratamiento eficaz con invasión mínima para la metrorragia
- Sangrado uterino anormal de origen benigno.
- Sin deseo de fertilidad futura.
- Rechazo o mala candidatura quirúrgica para la histerectomía.
- Intolerante a la terapia médica.
- Con sangrado menstrual abundante refractario a la terapia médica que desean evitar el tratamiento médico.

## Contraindicaciones
- Embarazo.
- Deseo de preservar la fertilidad.
- Estado posmenopáusico.
- Mujeres con Hiperplasia endometrial.
- Cáncer de endometrio.
- Cáncer cervical.
- Infección pélvica activa.
- Dispositivo intrauterino en su lugar.
- Antecedente de cesárea clásica o de miomectomia abdominal o laparoscópica.

## Procedimiento Quirúrgico
Entre las modalidades están las que usan energía térmica, la criocirugía, la electrocirugía y las microondas
Existen varias técnicas que se utilizan para realizar la ablación endometrial, entre las cuales se encuentran las siguientes:
- Eléctrica o electrocauterización. La corriente eléctrica pasa por un aro de alambre o una bola rodante que se aplica al revestimiento endometrial, para cauterizar el tejido.
- Hidrotérmica. Se bombea líquido caliente adentro del útero y este destruye el revestimiento endometrial por su alta temperatura
- Terapia del globo. Se inserta un globo en la punta de un catéter hasta el útero y se lo llena con líquido, y este luego se calienta hasta el punto en que se erosionen los tejidos endometriales
- Ablación por electrodos. Una malla triangular de electrodos se expande para llenar la cavidad uterina. Una suave succión hace que el tejido entre en contacto con el electrodo, que descarga corriente eléctrica y destruye el revestimiento endometrial.
- Crioablación (congelamiento). Una sonda utiliza temperaturas extremadamente bajas para congelar y destruir los tejidos endometriales.
- Ablación por microondas. Se emite energía de microondas a través de una sonda delgada, que se ha introducido en el útero y destruye el revestimiento endometrial.

## Complicaciones
La incidencia de embarazos después de ablación endometrial es de 0.7%.Existe un riesgo mucho más elevado de complicaciones durante estos embarazos, lo que incluye parto prematuro, cicatrización intrauterina y hemorragia puerperal. La incidencia de complicaciones infecciosas varía de 1 a 2%, lo que incluye endometritis, miometritis, enfermedad pélvica inflamatoria y absceso pélvico. Las pacientes presentan fiebre, dolor uterino o de los anexos y secreción vaginal, por lo general en los tres días siguientes a la intervención quirúrgica.

## Otras complicaciones
- Sangrado.
- Infecciones.
- Perforación de la pared uterina o el intestino.
- Sobrecarga de líquido en el torrente sanguíneo.
- Placenta anormal.
- Premadurez.
- complicaciones perinatales.

## Preoperatorio
- Valoración de la paciente

Antes de la ablación, hay que realizar una valoración completa de la metrorragia. Sobre tal base, hay que descartar las posibilidades de embarazo, hiperplasia o cáncer de endometrio e infección pélvica activa. Durante la valoración de la hemorragia se pueden utilizar solos o en combinación métodos como la ecografía transvaginal (TVS, transvaginal sonography); la ecografía con infusión de solución salina (SIS, saline infusión sonography), y la histeroscopia, la SIS y la histeroscopia son más sensibles que la TSV para lesiones focales y se prefieren para la valoración preoperatoria. Además, algunas técnicas de segunda generación no son apropiadas para grandes cavidades endometriales; de este modo, también en el preoperatorio se valora la profundidad del útero por sondeo o ecografía uterina.

## Preparación de la paciente
Durante las operaciones histeroscópicas pueden penetrar bacterias de la vagina al segmento superior del aparato reproductor y la cavidad abdominal. Sin embargo, rara vez surge alguna infección después de la ablación, y en términos generales, no están indicados los antibióticos con fin profiláctico en el preoperatorio. El endometrio se engruesa unos milímetros en la fase proliferativa temprana, a más de 10 mm en la fase secretora, razón por la cual todas las técnicas de primera generación y algunas de la segunda deben realizarse en la fase proliferativa temprana. Por lo demás, se pueden utilizar durante uno o dos meses antes de la operación medicamentos que inducen la atrofia endometrial como los agonistas de la hormona liberadora de gonadotropina (GnRH, gonadotropin-releasing hormone), anticonceptivos orales combinados o progestágenos. Como otra posibilidad se puede realizar legrado inmediatamente antes de la ablación.

## Etapas Quirúrgicas
- Anestesia y posición de la paciente. En forma típica, la ablación endometrial es una operación ambulatoria y se realiza bajo anestesia general. Datos de algunos estudios indican que es posible realizar satisfactoriamente las técnicas de segunda generación de manera extrahospitalaria y para ello usar sedación intravenosa, bloqueo anestésico local o ambas técnicas (Sambrook, 2010; Varma, 2010). Se coloca a la persona en posición de litotomía dorsal y se hace preparación preoperatoria del perineo y la vagina.
- Selección del medio para distensión. En el caso de los métodos de primera generación se necesita un medio para distensión y se escoge con base en la energía para lisis utilizada. En términos generales, cabe utilizar solución salina si se emplea corriente eléctrica bipolar o láser, en tanto que los instrumentos monopolares necesitan soluciones no electrolíticas.
- Láser de neodimio:itrio-aluminio-granate (Nd:YAG). El láser recién mencionado, introducido en la práctica en el decenio de 1980, fue el primer instrumento usado para ablación. Bajo observación histeroscópica directa y distensión del útero con solución salina, la fibra de láser Nd-YAG toca el endometrio y el operador la arrastra por la superficie endometrial, lo cual genera surcos de tejido fotocoagulado de 5 a 6 mm de profundidad (Garry, 1995; Goldrath, 1981).
- Extirpación transcervical del endometrio (TCRE). Además de ser menos costoso, porque el diámetro del asa es más grande, la extirpación transcervical del endometrio (TCRE, transcervical resection of the endometrium) puede completarse con mayor rapidez que la ablación con fibra láser. La duración más breve de este procedimiento puede reducir el riesgo de absorción excesiva del líquido para distensión de la cavidad uterina.
- El procedimiento en cuestión utiliza un resectoscopio con corriente eléctrica monopolar o bipolar para extirpar franjas de endometrio. La técnica de extirpación es semejante a la de la miomectomía histeroscópica (pág. 1040). Las franjas extirpadas de tejido se envían para valoración histopatológica. En caso de que coexistan otras alteraciones intrauterinas como pólipos endometriales o leiomiomas submucosos con TCRE se pueden extirpar las lesiones mencionadas además del endometrio.
- Sin embargo, la TCRE ha ocasionado cifras más altas de perforación, en particular en las zonas de los cuernos del útero, en que es más delgado el miometrio. Por la causa anterior, muchos operadores utilizan el electrodo electroquirúrgico rodante (esférico) en combinación con TCRE, y la esfera rodante se utiliza en los cuernos del útero (Oehler, 2003).
- Esfera rodante. El electrodo electroquirúrgico en forma de esfera o de barril puede ser desplazado sobre el endometrio como una forma eficaz de vaporizarlo (Vancallie, 1989). Las ventajas de la ablación con esfera rodante en comparación con TCRE incluyen acortamiento del tiempo operatorio, menor absorción de líquidos y una menor cifra de perforaciones. Por desgracia, no tiene tanta eficacia en el tratamiento de lesiones intracavitarias y con esta técnica no se obtienen piezas patológicas.
- Ablación con glóbo térmico. En la actualidad se usan en el mundo varios sistemas de ablación con globo térmico (fig. 44-15.1). De ellos, en Estados Unidos se ha aprobado únicamente el llamado ThermaChoice III (Sistema de Tratamiento con Globo Uterino). Otros sistemas de globo disponibles en otros países incluyen el llamado Cavaterm Plus y el Thermablate Endometrial Ablation System.

- El sistema ThermaChoice III es un dispositivo controlado por programas de computación diseñados para destruir tejido endometrial con energía térmica. Después de dilatar hasta 5.5 mm el diámetro del cuello uterino se introduce en la cavidad del útero el aparato ThermaChoice. Una vez en la cavidad, se instilan solución glucosada a 5% y solución acuosa en un globo desechable de silicona en la punta, calentado para coagular el endometrio. Durante el tratamiento, se hace circular el líquido dentro del globo para conservar una temperatura de 87 °C durante 8 min. El globo se puede introducir sin auxilio histeroscópico en la cavidad uterina y cuando está inflado se adapta al contorno de la misma.
- Todos los aparatos con globo y líquido caliente no necesitan capacitación avanzada en histeroscopia, y los índices para complicaciones son bajos (Gurtcheff, 2003; Vilos, 2004). Una de las desventajas es la condición de que la cavidad uterina sea anatómicamente normal. Sin embargo, algunos estudios han demostrado el uso satisfactorio en mujeres con pequeños leiomiomas submucosos (Soysal, 2001). Otra limitación es que se requiere adelgazamiento farmacológico antes de la ablación térmica. Como otra posibilidad, es posible el adelgazamiento mecánico de dicha capa con dilatación y legrado antes de la ablación térmica.
- Ablación térmica histeroscópica. Algunos métodos de ablación de segunda generación necesitan que la cavidad uterina sea normal. Sin embargo, el sistema HydroThermAblator (HTA) permite tratar el endometrio simultáneamente con los leiomiomas submucosos, los pólipos o con rasgos anatómicos anormales del útero. Otra ventaja del sistema es que se realiza bajo visualización histeroscópica directa y el cirujano puede observar el endometrio que busca destruir. Sin embargo, el riesgo de quemaduras externas por agua caliente circulante al parecer es mayor con este método, que en otros de segunda generación (Della Badia, 2007).
- Electrocoagulación controlada por impedancia. El sistema de ablación endometrial NovaSure consiste en un generador  bipolar de alta frecuencia (radiofrecuencia) y un dispositivo en forma de abanico metálico para usar una vez, hecho de un material similar a malla. El abanico de malla está diseñado para adaptarse a la forma de la cavidad endometrial.
- Crioablación. Además de la lisis térmica se puede lograr la ablación endometrial con frío extremo usando el sistema de crioablación Her Option. En forma similar a los principios físicos de la crioterapia cervicouterina, los gases comprimidos a presión con esta unidad pueden generar temperaturas de −100 a −120 °C en la punta de la criosonda para producir una esfera de hielo. Al aumentar de volumen esta última su borde frontal avanza a través del tejido y aparece crionecrosis en los tejidos en que las temperaturas son menores de −20 °C.